# Blue Monday (chanson de Fats Domino)
Pour les articles homonymes, voir Blue Monday.
Blue Monday est une chanson écrite par Dave Bartholomew, et interprétée pour la première fois par Smiley Lewis in 1954.
Elle a été popularisée par un enregistrement de 1956 par Fats Domino, chez Imperial Records (numéro 5417), sur lequel elle est créditée à Bartholomew et Domino. La plupart des versions ultérieures indiqueront Bartholomew et Domino comme co-auteurs. Le solo au saxophone baryton est assuré par Herbert Hardesty.
La version par Fats Domino figure dans le film La Blonde et moi, de 1956. Elle devient l'une des premières chansons de rhythm and blues à apparaître dans les classements du Billboard magazine, atteignant le numéro 5 du classement pop, et la première position des R&B Best Sellers. Elle est incluse dans l'album de 1957 album This Is Fats et celui de 1959 Fats Domino sings 12,000,000 Records.

## Autres versions
Buddy Holly a été l'un des premiers à interpréter cette chanson, ainsi que Cat Stevens. Tim Curry l'a enregistrée pour devenir le thème du téléfilm britannique de 1986 Blue Money. Gene Summers l'a incluse dans son album de 1981 Gene Summers in Nashville pour l'éditeur français Big Beat. Bob Seger l'a interprétée pour le film de 1989 Road House, ainsi que Dr. John pour son album de 1992 Goin' Back to New Orleans. Huey Lewis and the News l'ont interprétée pour leur album de 1994 Four Chords & Several Years Ago.  Keith Almgren a écrit des paroles en  suédois, la chanson étant renommée Härliga Lördag ; elle est interprétée en 1994 par Sten & Stanley.